# Andrew Ranger

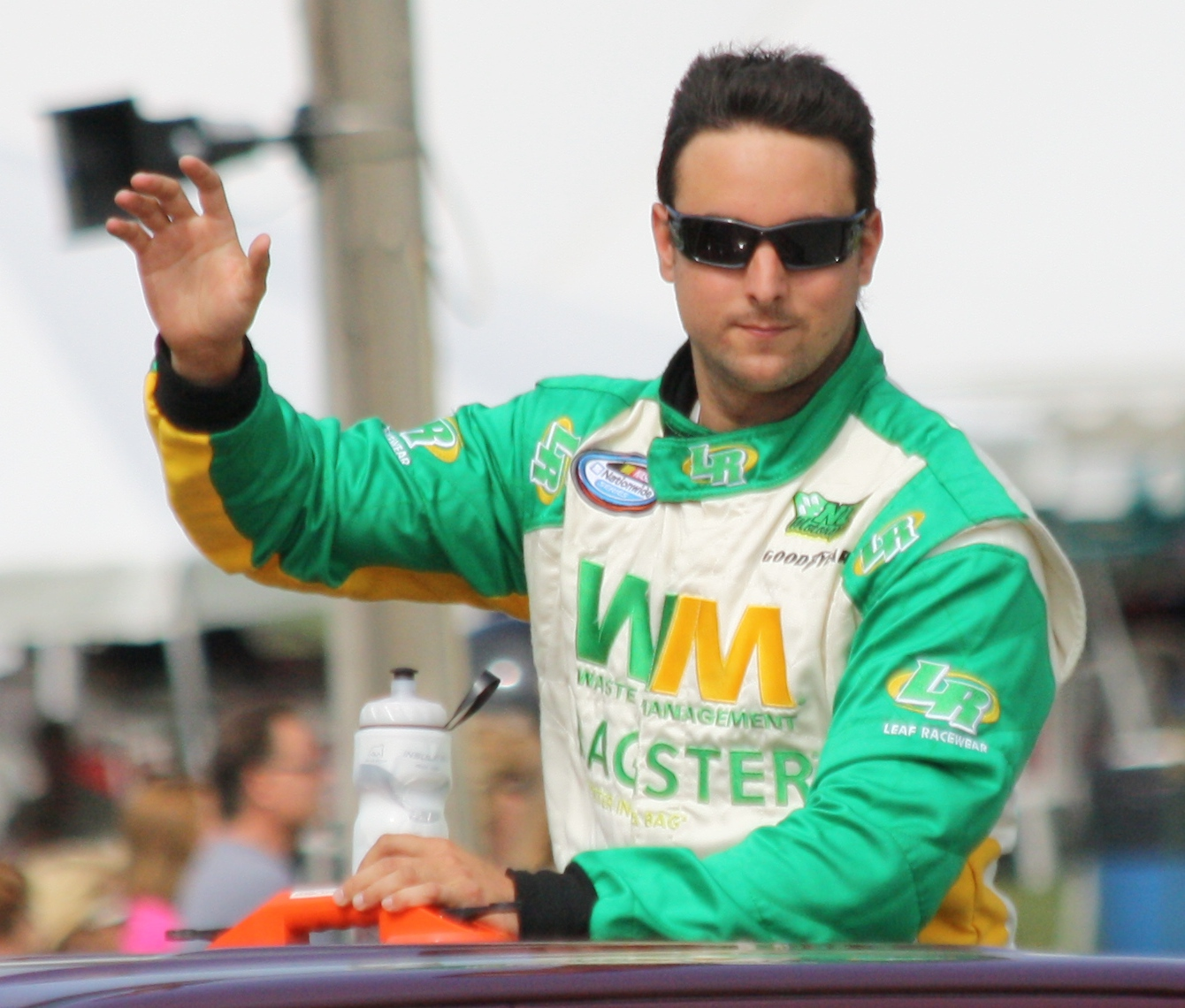
Andrew Ranger 2013

Andrew Ranger (* 20. November 1986 in Roxton Pond, Québec) ist ein kanadischer Autorennfahrer. Er startete 2005 und 2006 in der Champ Car World Series. Von 2007 bis 2011 war er in diversen NASCAR-Rennserien aktiv. In dieser Zeit gewann er zweimal (2007 und 2009) den Meistertitel der NASCAR Canadian Tire Series.

## Karriere
Ranger begann seine Motorsportkarriere 1998 im Kartsport, in dem er bis 2002 aktiv blieb. 2003 wechselte Ranger in den Formelsport und wurde auf Anhieb Meister der nordamerikanischen Formel Renault. Er entschied in der Saison fünf von dreizehn Rennen für sich und stand insgesamt neunmal auf dem Podium. Außerdem nahm er an zwei Rennen der britischen Formel Renault teil. 2004 ging Ranger für Sierra Sierra Racing in der Atlantic Championship an den Start. Bereits sein Debütrennen in dieser Meisterschaft beendete er als Zweiter auf dem Podium. In der Saison erzielte er insgesamt sechs Podest-Platzierungen aus zwölf Rennen. Ein Sieg blieb ihm verwehrt. Ranger beendete nur drei Rennen nicht innerhalb der ersten fünf Piloten. Am Saisonende lag er mit 257 Punkten auf dem vierten Platz in der Meisterschaft. Sein Teamkollege Ryan Dalziel wurde mit 309 Punkten Vizemeister.

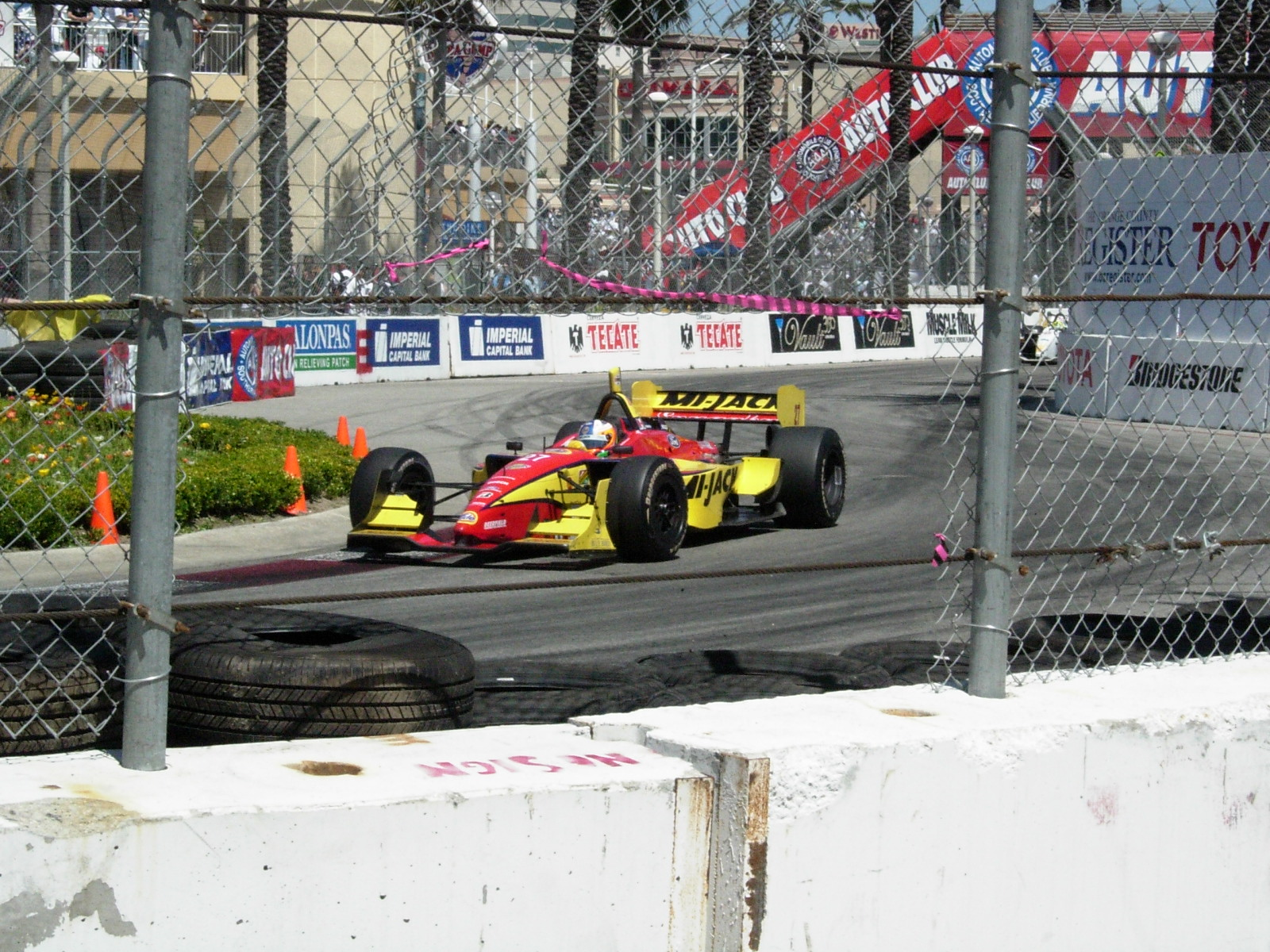
Ranger in der Champ Car World Series beim Rennen in Long Beach 2005

In seiner erst dritten Saison im Formelsport, wechselte Ranger im Alter von 18 Jahren 2005 in die Champ Car World Series. Er erhielt bei Mi-Jack Conquest Racing ein Cockpit und wurde Teamkollege von Nelson Philippe. Bereits bei seinem zweiten Rennen in Monterrey, das er von der 14. Position aus startete, erzielte er als Zweiter seine erste Podest-Platzierung. Damit wurde er zum bis dahin jüngsten Fahrer, der ein Podium in der CART/Champ-Car-Serie erzielte. Zudem war er der erste Fahrer nach Nigel Mansell 1993, der in den ersten zwei Rennen eine Podest-Platzierung erzielt hatte. Im weiteren Verlauf der Saison erzielte Ranger fünf weitere Platzierungen unter den ersten zehn Piloten. Als zweitbester Rookie hinter Timo Glock schloss er seine Debütsaison auf dem zehnten Rang ab. Sein Teamkollege Philippe wurde 13. Während der Saison wurde Ranger mit dem Formel-1-Team Midland in Verbindung gebracht. Zu einem Engagement kam es jedoch nicht. 2006 blieb Ranger bei Conquest Racing in der Champ Car World Series und erhielt mit Charles Zwolsman junior einen neuen Teamkollegen. Ranger beendete 10 von 14 Rennen innerhalb der Top 10 und ein fünfter Platz war sein bestes Resultat. Am Saisonende lag er erneut auf dem zehnten Meisterschaftsplatz und auch das teaminterne Duell gewann er mit 200 zu 162 Punkten abermals. Nach der Saison verließ Ranger die Champ Cars und den Formelsport, da er die finanziellen Mittel, die für die Champ-Car-Serie notwendig waren, nicht mehr aufbringen wollte.

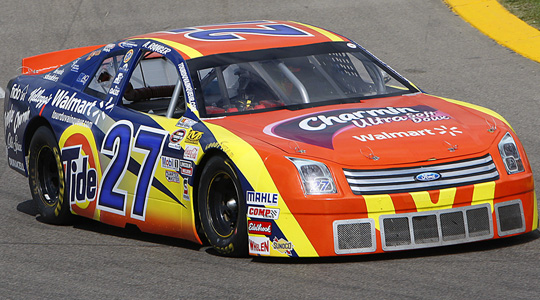
Ranger in der NASCAR Canadian Tire Series 2009

Nachdem Ranger bereits 2006 an einem Rennen der CASCAR Super Series teilgenommen hatte, startete er 2007 in der NASCAR Canadian Tire Series, der Nachfolgeserie, die durch die Übernahme der CASCAR durch die NASCAR entstanden war. Ranger gewann ein Rennen und wurde zum ersten Gesamtsieger dieser Rennserie. 2008 blieb Ranger in der NASCAR Canadian Tire Series. Er gewann zwei Rennen und lag am Saisonende auf dem vierten Platz. Außerdem debütierte er in der NASCAR Nationwide Series und nahm an fünf Rennen teil. Außerhalb der NASCAR nahm Ranger 2008 an einem Rennen der Grand-Am Sports Car Series teil.

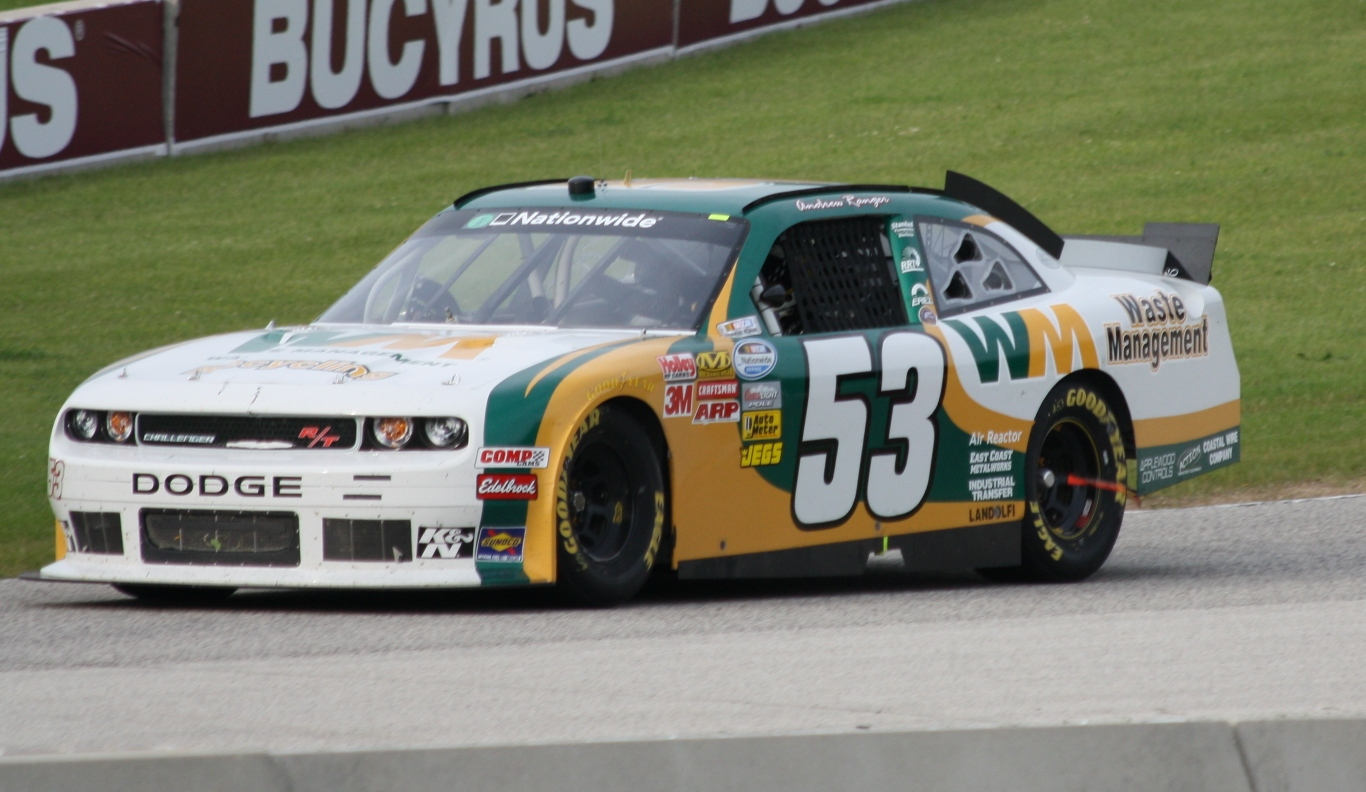
Ranger in der NASCAR Nationwide Series 2011

2009 wurde Ranger zum zweiten Mal Meister der NASCAR Canadian Tire Series. Dabei gewann er 6 von 13 Rennen. Außerdem nahm er an einem Nationwide-Series-Rennen in Montreal teil. Dabei wurde er Dritter. 2010 war Ranger in keiner Rennserie durchgängig aktiv. Er startete in der NASCAR K&N Pro Series West, der NASCAR K&N Pro Series East sowie in der NASCAR Canadian Tire Series. Er gewann in den K&N-Pro-Serien jeweils ein Rennen und entschied bei fünf Starts in der kanadischen Rennserie drei Rennen für sich. Darüber hinaus nahm er an einem Nationwide-Rennen teil. 2011 startete Ranger in fünf NASCAR-Rennserien und debütierte im Sprint Cup, wo er zu einem Rennen antrat. In der Canadian Tire Series gewann er zwei von vier Rennen, an denen er teilnahm. In der Nationwide Series war ein sechster Platz sein bestes Resultat. Darüber hinaus absolvierte er drei Rennen in der ARCA Racing Series, wo er ebenfalls ein Rennen gewann.

## Statistik

### Karrierestationen
| - 1998–2002: Kartsport - 2003: Nordamerikanische Formel Renault (Meister) - 2003: Britische Formel Renault (Platz 31) - 2004: Atlantic Championship (Platz 4) - 2005: Champ Car (Platz 10) - 2006: Champ Car (Platz 10) - 2006: CASCAR Super Series (Platz 40) - 2007: NASCAR Canadian Tire Series (Meister) | - 2008: NASCAR Canadian Tire Series (Platz 4) - 2008: NASCAR Nationwide Series (Platz 66) - 2008: Grand-Am Sports Car Series, DP (Platz 61) - 2009: NASCAR Canadian Tire Series (Meister) - 2009: NASCAR Nationwide Series (Platz 104) - 2010: NASCAR Canadian Tire Series (Platz 17) - 2010: NASCAR Nationwide Series (Platz 142) - 2010: NASCAR K&N Pro Series East (Platz 18) | - 2010: NASCAR K&N Pro Series West (Platz 37) - 2011: NASCAR Canadian Tire Series (Platz 22) - 2011: NASCAR Sprint Cup - 2011: NASCAR Nationwide Series (Platz 49) - 2011: NASCAR K&N Pro Series East (Platz 36) - 2011: NASCAR K&N Pro Series West (Platz 38) - 2011: ARCA Racing Series (Platz 33) |